# Girolamo Zulian
Girolamo Zulian (1730-1795) wenecki dyplomata.
Był ambasadorem Republiki Weneckiej przy Stolicy Apostolskiej w latach 1779–1783, a potem w latach 1783–1789 w Konstantynopolu.
Patron sztuki i jeden z najważniejszych donatorów Museo d'Antichità w Pałacu Dożów. W Stambule zaczął kolekcjonować aegyptiaca. Zgromadził ponad 170 starożytnych rzeźb, do  których restauracji zatrudnił młodego rzeźbiarza Antonio Canova.